# منتزه باجيكوين للفروسية

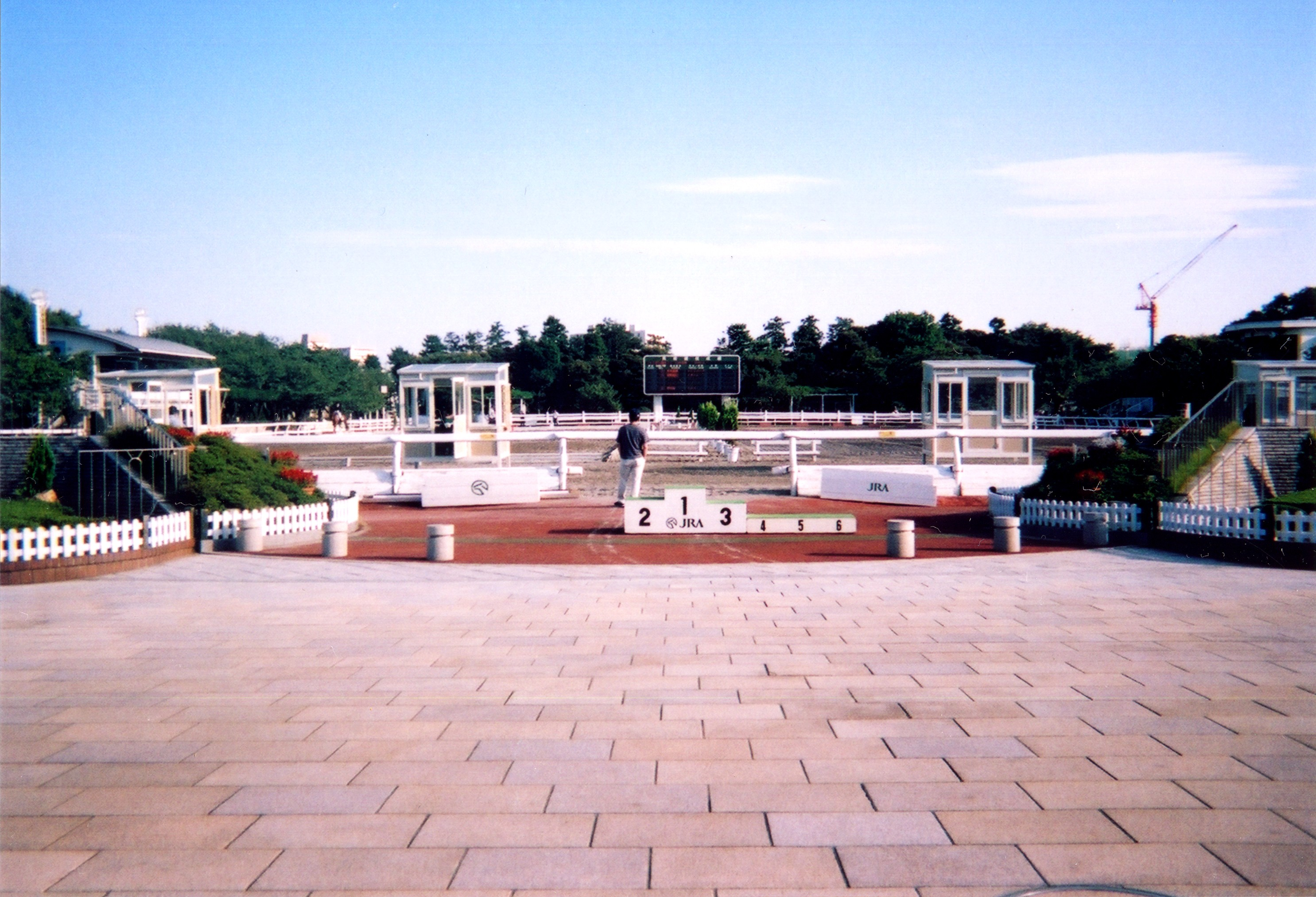
ساحة باجيكوين الرئيسية

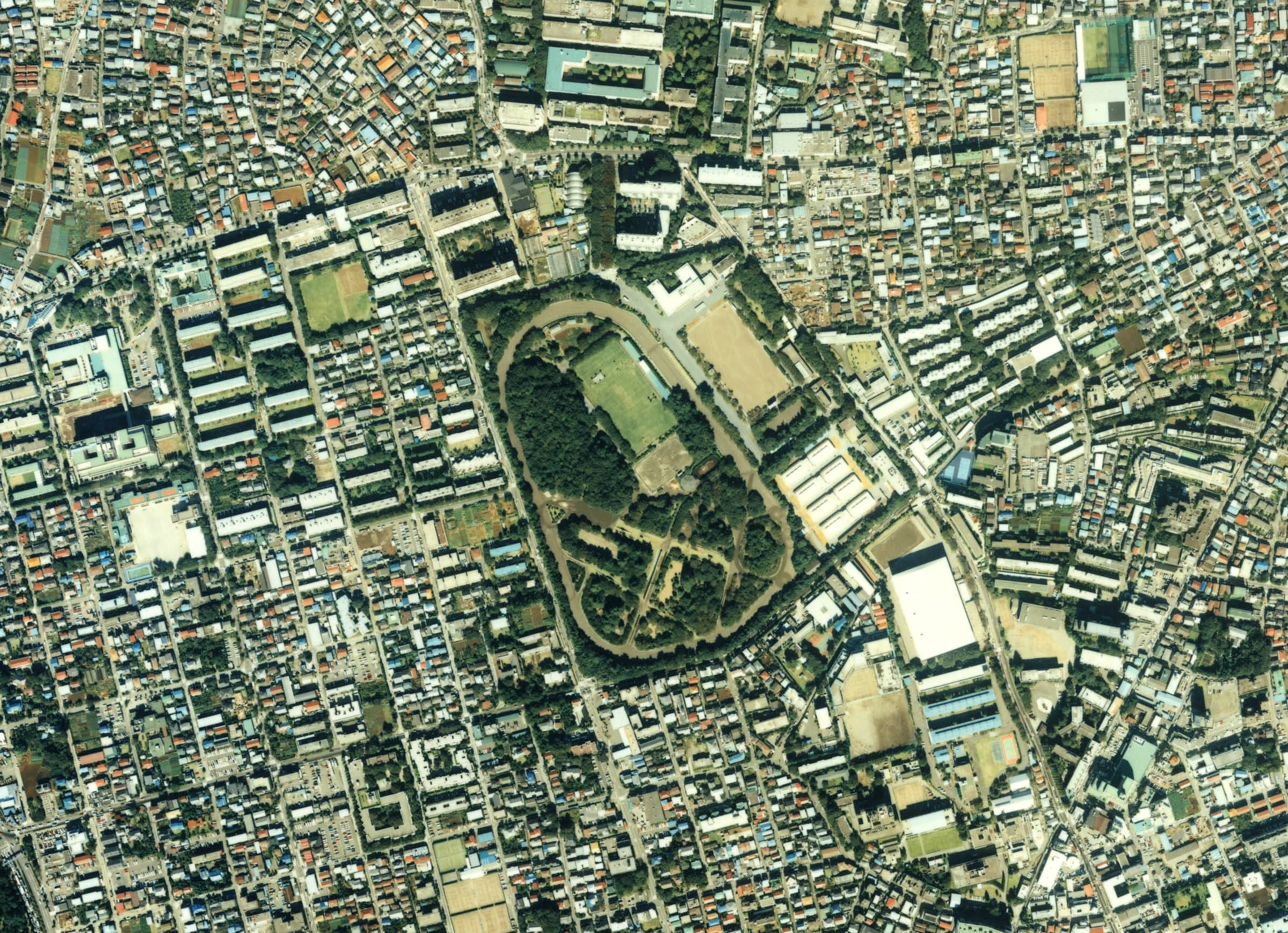
منظر جوي حول باجيكوين. التقطت عام 1989.
国土交通省.

منتزه باجيكوين للفروسية، يقع في منطقة كاميغاغا في حي سيتاغايا أحد الاحياء 23 في طوكيو. ومركز لرعاية رياضة ركوب الخيل ، تديره الجمعية اليابانية المركزية لسباق الخيل (JRA). تم افتتاحه لتدريب رياضيي الفروسية اليابانيين في دورة الألعاب الأولمبية في طوكيو عام 1940 . تم إلغاء البطولة بسبب الحرب الصينية اليابانية ، ولكنها أصبحت مكانًا لمنافسات الترويض في أولمبياد طوكيو عام 1964 بعد الحرب العالمية الثانية .

## نظرة عامة
Bajikoen هو مرفق عام يشجع على استخدام العلاقات المتعلقة بالخيول في مختلف المجالات وينشر فكرة ركوب الخيل. تم إعداده لاستخدامه كمكان لتوفير الفرص وكمكان لتدريب سباقات الخيول.
تم اختياره كواحد من أماكن المسابقات لدورة الألعاب الأولمبية الصيفية 2020 والألعاب الأولمبية للمعاقين 2020 ، وستقام فعاليات مسابقة الفروسية، تم إعداد المكان في 31 ديسمبر 2016. حيث تم إغلاقه للتشييد  ، وفي نهاية يناير 2017 ، تم نقل المكتب الذي يدير المرفق إلى مدينة أوتسونوميا ، محافظة توتشيغي ، ويعمل باسم "JRA Bajikoen Utsunomiya Office".

## صور

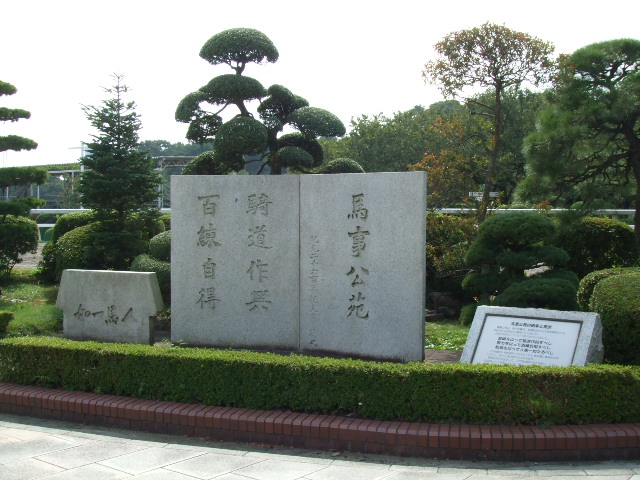
باجيكوين

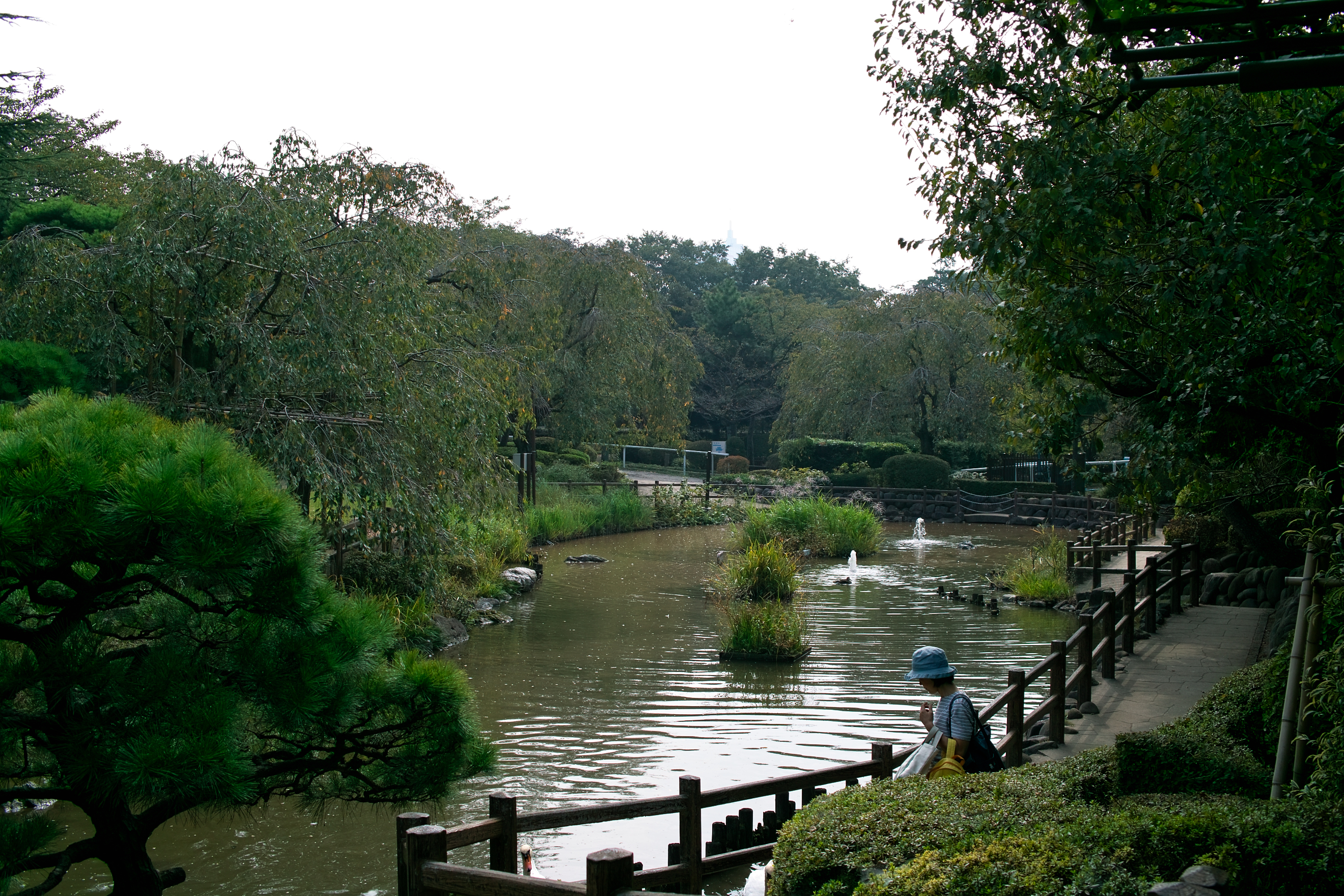

## منشأة
- الاسطبلات: 4 اسطبلات رئيسية (تحمل 156 حصاناً) واسطبلات للخيول الأجنبية (149 حصاناً) واسطبلات الحجر الصحي (6 خيول).
- الساحة الداخلية: بابا مغطى (داخلي) ، 95 م * 42 م ، موقف (2300 مقعد) ، تقع عبر الطريق ومتصلة بممر تحت الأرض
- الساحة الرئيسية: Sunaba، 123m * 62m، stand (capacity 760)
- ملعب غراس أرينا: شبعا بابا ، 112 م * 67 م ، موقف (سعة 1،746)
- المسار: رمل ، 1100 م لفة
- ساحة ترويض: سنابا
- مسار منافسة التحمل (منافسة الفروسية العامة): عقبة ثابتة (خندق غوص مائي ، إلخ.)
- المراعي
- الحدائق: الحديقة اليابانية (Hyotan Pond) ، مدينة ملاهي للأطفال

## الفرسان الرئيسيون من باجيكوين
دورة الفارس طويلة المدى
- جيل 14 توميو ياسودا ، يوجي هيراي ، Futoshi كوجيما ، Yoshiho تاجيما ، ماساهيرو ونة و غيرها
- الجيل الخامس عشر Yukio Okabe و Masato Shibata و Yoichi Fukunaga و Masanori Ito وغيرهم
- الجيل الخامس والعشرون كين أندو وشيجكي طهارة وآخرون
- الجنرال السابع والعشرون يو هوندا ، وناوهيرو أونيشي ، وكاتسوهايد ماروياما وغيرهم
- الجيل الثاني والثلاثون (العام الأخير) Eiji Nakadate و Koichi Detsu و Yuichi Shikato و Hatshiro Kohata و Koichi Yanaka و Katsumi Sakamoto وغيرهم

## حول
- شارع سيتاجايا (خط طوكيو متروبوليتان 3 خط سيتاجايا ماتشيدا )
- جامعة طوكيو للزراعة
- مدرسة جامعة كومازاوا الثانوية
- محطة يوجا ( خط Tokyu Denentoshi )
- محطة Chitose Funabashi ( خط Odakyu Odawara )

## هامش
1. ↑  武市銀治郎『富国強馬 - ウマからみた近代日本』講談社〈講談社選書メチエ 〉、1999年、第5章3
2. ↑  JRA 馬事公苑サイト／ＪＲＡ馬事公苑からのお知らせ（2016/2/5）2016年9月25日閲覧
3. ↑  感謝Ｄａｙ＆「サンクスホースデイズ　ｉｎ　ＪＲＡ馬事公苑」 日本中央競馬会、2016年10月30日閲覧 نسخة محفوظة 2018-03-29 على موقع واي باك مشين. [وصلة مكسورة]
4. ↑  ＪＲＡ馬事公苑　休苑のお知らせ 日本中央競馬会、2016年12月1日閲覧 نسخة محفوظة 2018-03-29 على موقع واي باك مشين. [وصلة مكسورة]

## البند ذو الصلة
- أورانوس (حصان السباق)
- الجيل الخامس عشر من باجيكوين هانا
- يقاتل

## رابط خارجي
- موقع رسمي

座標: 北緯35度38分12.5秒 東経139度38分2.2秒